# Ángeles Alvariño
María de los Ángeles Alvariño González (Ferrol, 3 d'octubre de 1916 - La Jolla, Califòrnia, 29 de maig de 2005), coneguda com a Ángeles Alvariño, va ser una oceanògrafa, zoòloga i professora gallega, precursora en la recerca oceanogràfica mundial. El 1953, va ser la primera dona científica en un vaixell oceanogràfic britànic, el Sarsia. A partir de 1956 va fer les seves recerques als Estats Units. Va descobrir 22 espècies d'organismes marins. Ángeles Alvariño va ser la figura escollida el 2015 per la Reial Acadèmia Gallega de Ciències (RAGC) per celebrar l'1 de juny, el Dia de la Ciència a Galícia, en el qual per primera vegada es va homenatjar una investigadora.

## Trajectòria
Filla primogènita del metge de la localitat de Serantes Antonio Alvariño Grimaldos i de María del Carmen González Díaz-Saavedra. Als tres anys ja llegia i aprenia solfeig i piano.
Va fer els primers estudis a Ferrol i el batxillerat a l'Institut Concepción Arenal. Va cursar el Batxillerat Universitari en Ciències i Lletres a la Universitat de Santiago de Compostel·la, i el va acabar el 1933 amb les dissertacions: Insectes Socials i Les dones en el Quixot. El 1934 es va traslladar a Madrid per estudiar la carrera de Ciències Naturals a la Universitat de Madrid. Es va allotjar a la Residencia de Señoritas, dirigida per María de Maeztu. A causa de l'inici de la Guerra Civil Espanyola interromp els seus estudis i torna a Galícia, moment que aprofitarà per estudiar idiomes (francès i anglès) i investigar el litoral. En acabar la guerra completa la seva formació, es llicencia a la Universitat de Madrid i el 1941 la completa amb un Master en Ciències Naturals.
De 1941 a 1948 va impartir classes com a professora de biologia, zoologia, botànica i geologia en col·legis de Ferrol.
El 1948 destinen el seu marit a Madrid i ella s'incorpora com a becària a l'Institut Espanyol d'Oceanografia, on posteriorment serà nomenada alumna oficial i obtindrà el 1951 el doctorat en Química.
El 1952 aconsegueix per oposició una plaça de biòloga oceanògrafa a l'Institut Espanyol d'Oceanografia.
El 1953 i el 1954 va viatjar a Anglaterra amb una beca del Consell Britànic per investigar el zooplàncton al Laboratori de Plymouth sota la direcció de Frederick S. Russell i Peter C. Corbim. Ángeles Alvariño va ser la primera dona a bord d'un vaixell de recerca britànic en qualitat de científica. Va participar en diverses expedicions i creuers científics a l'Atlàntic i el Pacífic a bord de vaixells oceanogràfics d'Anglaterra, els Estats Units, Espanya i Mèxic.
El 1955 torna al seu laboratori a Vigo. Un any més tard aconsegueix una Beca Fulbright per investigar a la Institució Oceanogràfica de Woods Hole a Massachusetts. En aquest centre coneixerà Mary Sears, presidenta del primer congrés oceanogràfic dels Estats Units i experta en zooplàncton, que impressionada amb la seva obra li dona suport per treballar a l'Institut Scripps d'Oceanografia a La Jolla, Califòrnia (1958-1969), on investiga sobre plàncton, corrents i dinàmica oceànica.
El 1967 es va doctorar en Biologia per la Universitat de Madrid.
El gener del 1970 va obtenir el càrrec de biòloga investigadora al Centre Científic de les Pesqueres del Sud-oest, una divisió del llavors acabat de crear Servei Nacional de Pesca Marítima dels Estats Units, on va treballar fins a la jubilació, el 1987.
Al llarg de la seva carrera va descobrir 22 noves espècies marines i està reconeguda com una autoritat mundial en determinats tipus de zooplàncton, el conjunt de diminuts organismes animals que serveix d'aliment a espècies més grosses a l'oceà.
Després de la jubilació, el 1987, va continuar fent recerca com a científica emèrita fins al 1993.
Va morir a Califòrnia el 2005.

## Vida personal
El 1940 es va casar amb Eugenio Leira Mans, capità de la Marina de Guerra Espanyola i cavaller del Reial i Militar Orde de Sant Hermenegild. El 1942 va néixer la seva filla, Ángeles Leira Alvariño, arquitecta i urbanista radicada als EUA.

## Premis i reconeixements
- Reconeixement com a exemple de dona científica a Women Tech World
- 1995: Medalla de Plata per la Junta de Galícia[7]
- 2011 S'avara l'Ángeles Alvariño, el vaixell de recerca de l'Institut Espanyol d'Oceanografia, que entra en funcionament el 2012.
- 2015. La Reial Acadèmia Gallega de Ciències (RAGC) va celebrar l'1 de juny el Dia de la Ciència a Galícia amb l'homenatge per primera vegada a una investigadora dona: l'oceanògrafa Ángeles Alvariño.[2]

## Publicacions

### Llibres
- 2002. España y la primera expedición científica oceánica, 1789-1794: Malaspina y Bustamante con las corbetas Descubierta y Atrevida Ed. Xunta de Galícia. 258 pàg. ISBN 8445334735
- 1969. Los Quetognatos del Atlántico: distribución y notas esenciales de sistemática. Vol. 37. Ed. Instituto Español d'Oceanografia. 290 pàg.
- 1951. Anguilas y angulas: biología, pesca y consumo. Olegario Rodríguez Martín i Ángeles Alvariño Sotssecretaria de la Marina Mercant. 95 pàg.

### Epònims
- Aidanosagitta alvarinoae Pathansali, 1974 (quetognato)
- Lizzia alvarinoae Segura, 1980 (medusa)